# Pierre Demargne
Pour les articles homonymes, voir Demargne.
Pierre Demargne, né le 8 février 1903 à Aix-en-Provence et mort le 13 décembre 2000 à Paris 14e, est un archéologue français,.

## Biographie
Fils de l'helléniste et archéologue Joseph Demargne, il étudie à l'École normale supérieure et passe l'agrégation de lettres. Il entreprend ses premières recherches en Asie mineure et plus particulièrement sur la côte sud de la Turquie.
Universitaire, il est successivement professeur d’archéologie classique aux universités de Grenoble (1933), Strasbourg (1937) et  Paris (1950-1971).
En 1951, il commence une série de campagnes de fouilles archéologiques (financées par le Ministère des Affaires étrangères) à Xanthos, l'ancienne capitale fédérale de la Lycie antique, occupée pendant plus d'un millénaire à partir du VIIe siècle av. J.-C. par les Lyciens, les Grecs, les Romains et les Byzantins.
Ses découvertes, entre autres de l'architecture monumentale et funéraire et d'inscriptions, ont permis de franchir une étape décisive dans la compréhension de la civilisation lycienne.
Membre de l'École française d'Athènes à partir de 1926 et membre de l'Académie des inscriptions et belles-lettres de 1969 à sa mort, Pierre Demargne a continué ses recherches et ses publications jusqu'à un âge avancé.
Homme de lettres mais malgré tout homme de terrain, autorité scientifique reconnue et respectée par la communauté scientifique dans le monde entier, Pierre Demargne a effectué l'essentiel de sa carrière scientifique à une période charnière sur le plan méthodologique entre une archéologie « traditionnelle » encore très inspirée par les textes anciens, l'espoir de découvertes majeures (trésors) et une approche très littéraire et artistique héritée des « cabinets de curiosités » des XVIIe et XVIIIe siècles, et une archéologie « moderne » utilisant méthodes et matériaux modernes, y compris l'informatique et aussi, alors que les budgets se rétrécissent, plus systématique et rigoureuse dans ses travaux sur le terrain. Son épouse Simone est décédée en 2003 également à 97 ans.

## Publications
- La Crète dédalique : études sur les origines d'une renaissance (1947)
- Fouilles de Mallia, Etudes crétoises (1942-1962)
- Les piliers funéraires de Xanthos (1958)
- Naissance de l'art grec (1964, 1974 et 1985)
- Le monument des Néréides de Xanthos (t. I et t. II, 1969 et 1989)
- Les sarcophages de Xanthos (1974)

## Décorations
- Officier de la Légion d'honneur
- Commandeur de l'ordre national du Mérite
- Commandeur de l'ordre des Palmes académiques
- Commandeur de l'ordre des Arts et des Lettres en 1987[6]